# 학생회의 일존
《학생회의 일존》(일본어: 生徒会の一存 세이토카이 노 이치존[*])은 아오이 세키나의 라이트 노벨이다. 일러스트는 이누가미 키라가 맡았으며, 후지미 판타지아 문고(후지미 쇼보)에서 2008년 1월부터 간행되고 있다.
처음 타이틀은 반드시 첨부된 《헤키요 고교 학생회 의사록》（일본어: 碧陽学園生徒会議事録 헤키요 가쿠엔 세이토카이 기지로쿠[*]）을 시리즈 이름으로 했으나, 길어서 기억하기 어려워서 제1권의 타이틀 《학생회의 일존》이라는 이름으로 시리즈의 이름으로 바뀌었다. 여기에서 좀 더 줄여서 〈학생회 시리즈〉라고 부르기도 한다.

## 개요
사립 고등학교인 '헤키요 학원(碧陽学園)'의 학생회 임원들이 학생회실에서 하는 각종 활동을 다룬 만담식 단편 연작 소설이다. 각 화의 제목은 '~하는 학생회'로 되어 있다.
작중 메타 픽션으로 '학생회의 우수성을 전교생에게 알리기 위해 회장 사쿠라노 크림의 명령으로 부회장 스기사키 켄이 학생회의 나날을 묘사한 소설을 집필하고, 후지미 쇼보에 맡겨 간행하는 것'으로 되어 있다.
작가 스스로 '4컷 소설'이라고 말하고 있으며, 등장 인물의 코믹한 설정과 곳곳에서 등장하는 밀도 높은 패러디(특히 스즈미야 하루히 시리즈나 드래곤볼 등)를 사용하고 있으며, 담당 편집자 나카무라 아키코는 '많은 소재가 들어가 있어 여러 가지로 즐길 수 있는 작품'이라고 한다. 작가에 따르면 '대형 사건이 일어나고, 일상을 되찾으려는' 흔한 이야기를 뒤집어 '되찾고 싶은 일상을' 쓴 소설이다.
후기에서 작가는 10권 완결을 암시하고 있다.

### 작품의 경위
전작 머테리얼 고스트 다음의 신작으로 작가는 처음으로 '현대×이세계' 장편을 구상하고 있었지만, 전 담당 편집자가 러브 코미디를 요구하자 쓴 제1화가 호평을 받아 이 소설이 태어났다. 2008년 7월 후지미 쇼보의 월간 라이트 노벨 잡지인 '드래곤 매거진'의 표지를 사상 최단 시간에 점령했다. '이 라이트 노벨이 대단해! 2009의 작품 종합 순위 7위, 신작 대상 1위를 기록했고, 코믹 토라노아나의 문고 매출 순위(2007년 10월 1일 - 2008년 9월 30일분)에서는 신작 판매 1위를 기록했다.
10mo의 만화화 작품이 '드래곤 에이지 퓨어(Vol.12 - Vol.15),'월간 드래곤 에이지'(2009년 3월호 -)에서 연재되고 있다. 또한 미즈시마 소라히코의 만화 '학생회의 일존 냐☆'도 '콤프틱'(2009년 6월호 -)에서 연재되고 있다. 애니메이션이 2009년 10월 12일까지 방영되었다.

### 작품의 무대
이 작품의 배경인 '헤키요 학원'의 소재지는 정확하게 언급되지 않으나, 작품에 종종 '내지(内地)', '도내(道内)' 등의 표현이 사용되며 저자도 블로그에서 배경이 홋카이도임을 암시하는 표현을 쓰는 등, 헤키요 학원은 홋카이도에 소재한 것으로 보인다. 그러나 저자는 '북쪽의 대지 어딘가'라는 인식을 희망하고 있다. 홋카이도에만 방영되는 방송국에서 본작의 애니메이션은 방영되지 않았다.

### 추가 요소
본작은 편집부의 요청에 의해 추가 요소로서 각 권의 프롤로그와 에필로그에 학생회를 감시하는 '기업'의 에피소드를 다룬 '기업 편'(1-5권), 졸업식 전날부터 시작해 학생회 이야기의 끝까지인 '졸업 편'(6권-10권)이 존재한다.

## 줄거리
사립 헤키요 학원 학생회 임원은 색다른 방법으로 선출된다. 그것은 단순한 인기 투표. 그 결과로 선출된 학생회장 사쿠라노 크림을 비롯한 임원은 모두 미소녀. 그 중 한 명, 맹렬히 공부한 끝에 '우등생특례'로 학생회 임원이 된 남학생 스기사키 켄. 본 작품은 그들 헤키요 학원 학생회의 일상을 쓴 기록이다.
단행본 1권 당 1개월의 시간 경과가 진행된다.

## 등장 인물

### 헤키요 학원 학생회
사쿠라노 크림 (桜野 くりむ 사쿠라노 구리무[*])
성우 : 혼다 마리코
학생회장,고등부 3학년. 혈액형은 A형이다. 치즈루는 이름의 くりむ으로부터 크림슨(진홍색)을 연상해〈아카짱〉이란 애칭으로 부른다(치즈루에게 있어서는 다른 의미도 있다. 아래를 참조). 도저히 학생회장 답지 않게 기본적으로 성적은 최하급에 운동도 잘 못한다. 그러나 그것과는 별개로 운동은 좋아하는 것 같다. 고등학교 3학년이지만 아직도 어린아이 스케일의 몸이다.(성격도 어린애 같은 성격이다.) 자주 다른 학생회 멤버를 휘두르고 있지만 그만큼 괴롭힘당하는 경우도 많다. 그러나 인기 투표의 학생회 선거로 학생회장에 당선하고 있는 것으로 알 수 있듯이 외관과 내용에 반해 이상할 정도의 카리스마를 갖고 있다. 켄이 말하는 것은 듣지 않는 학생들도 그녀의 꾸짖음으로 일제히 조용해질 정도. 반면 분위기를 읽지 않은 발언이나 자신만을 예외로 놓는 발언, 내용이 없는 정론 등을 반복해 자주 듣는 사람을 화나게 한다. 자신이 보고 들은 명언에 곧잘 감화되는 단순한 면이 있어, 본작의 에피소드의 상당수는 그녀가 새로 깨달은 명언을 소리 높이 말하는 것으로부터 시작된다.
켄과의 첫 만남은 학생회 멤버 중에서 가장 빠른 1년 전의 봄에, 학교 복도에서 학생회의 서류를 옮기고 있을 때에 만났다. 켄이 에로게·미연시 매니아가 된 것은 그 때의 크림의 발언이 계기가 된 것이다.
아카바 치즈루 (紅葉 知弦 아카바 지즈루[*])
성우 : 사이토 유카
학생회 서기이며 3학년이다. 혈액형은 AB형. 크림과는 클래스메이트로 친구이다. 크림과는 정반대가 어른스러운 용모와 침착한 언행을 갖고 있다. 성적은 3학년 중 톱인 초우등생이다. 학생회의 참모적 존재지만 상당한 욕설과 채찍을 휴대할 정도의 S(새디스트)로, 자주 크림과 켄을 놀리며 즐기고 있지만 학생회 멤버 이외의 다른 존재가 크림들을 놀리거나 괴롭히는 것은 결코 용서하지 않는다. 이상형은〈아카짱, 그 이외에 없음〉이라고 단언하고 있지만 남성이면 켄과 같은 타입이 취향인 것 같다. 기분이 나빠지면 되려 무서울 정도의 억지 웃음을 짓는다.
켄의 부재 또는 서술 불능 시에 이야기의 서술자가 되는 경우가 많다. 몇 차례 번외편에서 주인공을 맡은 적도 있다.
켄와의 첫 만남은 1년 전 가을의 양호실. 공부 등을 무리하게 해서 빈혈로 쓰러진 켄을 양호실에 있던 그녀가 솜씨 있게 간호해 주었던 것이 첫 만남이다. 이 때에 켄은 자신의 과거에 대해 털어놓았던 것을 계기로 서로 과거를 버릴 수가 있다고 말한다.
시나 미나츠 (椎名 深夏 시나 미나쓰[*])
성우 : 토가시 미스즈
학생회 부회장으로 켄의 반 친구인 2학년이다. 혈액형은 O형. 트윈테일이 특징으로 머리카락을 풀면 마치 딴사람같이 인상이 바뀐다. 특정 부활동에는 소속되어 있지 않지만 운동신경이 좋아서 여기저기에 자주 대타로 도와준다. 밖에서는 몸을 움직이는 것을 좋아하지만 집에서는 할 만한 것이 공부밖에 없기 때문에 성적은 학년 5등 이내인(1등은 켄) 우등생이기도 하다. 보이쉬한 성격으로 여학생으로부터의 인기가 높고 본인도 그다지 상관없다고 여기지만 리리시아에게 백합의혹을 들었을 때는 전력으로 부정한다. 덧붙여서 옛날의 꿈은 〈신부가 되는 것〉. 모친의 파국 후 남자라고 하는 생물에 대해 알 수 없게 된 것을 계기로 소년 만화의 〈열혈의〉를 각별히 사랑하게 되어 학생회의 회의 중에도 그러한 의견을 많이 내고 있다. 또 마후유를 몹시 사랑하는 시스콘이며 마후유를 소중하게 생각한 나머지 마후유에게〈남자의 더러움〉을 철저하게 가르쳐 마후유를 남성 공포증에 빠뜨린 원흉이기도 하다. 반에서는 켄과의 부부 만담에는 정평이 나 있는 것 같고 반의 모두에게 반 공인 커플로 보인다. 하지만 “상대자”인 켄은 〈데레 기색이 조금도 없는 정통파 츤데레〉라고 언급한다.
켄과의 첫 만남은 1년 전의 여름. 학생회를 목표로 하려고 한 켄이 같은 학년의 학생회 임원인 미나츠에게 〈어떻게 해야 너같이 될 수 있냐〉라는 질문에 〈나 같이 되려는 녀석에게 학생회에 들어갈 자격은 없다〉라고 대답을 들은 켄은 쇼크를 받아 자신만의 모습을 갈고 닦는다.
시나 마후유 (椎名 真冬)
성우 : 호리나카 유키
학생회 회계로 학생회 멤버 중 유일한 1학년이다. 혈액형은 A형. 미나츠의 여동생이다. 약해보이는 용모를 갖고 있으며 남성을 골칫거리로 여긴다. 1인칭으로 자신을 칭하는 호칭이 〈마후유〉이며 언니와는 정반대의 가냘프고 얌전한 성격이다. 한편으로 켄을 주인공으로 한 보이즈 러브소설을 창작하는 부녀자같은 일면도 있다. 게다가 폐인이라는 자각이 있을 만큼 심각하게 게임을 좋아한다. 크림이 게임을 다소 비판했다는 이유로 다른 학생회 멤버들을 끌어모아 크림에게 RPG를 만들어줄 만큼 게이머로서의 긍지가 높다. 동영상 투고 사이트에서는〈신〉이라고 칭해지고 있어, 오타쿠 취미를 가지면서 금전적 측면에서 가족에게 전혀 폐를 끼치지 않을 만큼의 액수를 제휴 마케팅으로 벌며 이상할 정도로 인터넷 관련 스킬이 높다. 언니와 달라 집에서는 게임을 하고 있기 때문에 공부는 별로 하지 않는 것 같지만 성적은 그럭저럭 상위권이다.
켄과의 첫 만남은 1년 전의 겨울. 공부, 아르바이트, 에로게, 자기 단련 등을 컨디션을 무시하면서 강행하여 결국 체력이 다해 공원에서 쓰러져 있던 켄의 옆을 우연히 지나간 마후유가 도왔던 것이 첫 만남이다. 남성을 무서운 존재라 믿고 있었는데도 도와준 마후유를 보며 켄은〈이런 여자아이를 제대로 지킬 수 있는 남자가 되겠다〉라고 결의한다. 4권에선 학생회 멤버 중에서 유일하게 켄에게 친절한 마음을 보여주며 켄에게 고백도 한다. 그러나 그 호의는 세상 일반의 것과 많이 어긋나 있어 켄과 연애 관계가 되는지 될 수 있는지는 아직도 수수께끼이다. 5권 이후는 〈정말로 선배는(마후유짱은) 마후유(나)에 대해 좋아하는 거 맞죠(맞지)?〉라고 하는 대사가 서로 많아진다.
스기사키 켄 (杉崎 鍵 스기사키 겐[*])
성우 : 콘도 타카시
본작의 주인공 및 서술자(작중에 있어서의 본작의 필자). 사립 헤키요 학원 학생회 부회장을 맡는 2학년이다. 입학 당시의 성적은 낮았지만 오로지 학생회에 들어가기 위해 열심히 공부한 끝에 학년말 시험에서 전교 1등이 되어, 성적 최우수자가 희망하면 학생회에 들어갈 수 있는《우등생 특례》로 현재의 직무에 올랐다. 치즈루는 〈켄(鍵 = 열쇠 건)〉라는 이름으로 인해 〈키 군〉이란 애칭으로 부른다. 에로게·미연시 매니아로 자신 이외의 미소녀 투성이인 학생회를 〈나의 하렘〉이라 공언한다.(다른 임원은 아무도 그것을 인정하지 않았다). 한편 학생회 멤버와 수다를 떠는 시간을 조금이라도 늘리기 위해서 언제나 학생회의 잡무를 모두 혼자서 전부 다 정리하며(이것 때문에 다른 학생회 임원들은 켄에 대해 매우 고맙게 생각하고 있다.) 그를 위한 실무 능력도 가지고 있다. 성희롱 발언의 탓으로 조략한 취급을 받는 일도 있지만 기본적으로는 선인이므로 〈이 학교에서 그 녀석에 대해 정말로 싫어하는 사람은 단 한 명도 없다〉 라는 이야기가 언급된 바 있다. 또한 학생회 멤버와의 처음의 만남은 각각의 이름 또는 성씨가 가리키는 계절이다.
마기루 사토리 (真儀瑠 紗鳥)
성우 : 코스게 마미
2권에서 학생회 고문으로 취임한 신임 국어 교사이다. 고문 교사의 권력을 가지고 학생회에 개입한다. 학생회 멤버에 뒤떨어지지 않는 개성파이다.
원래는 작자의 전작 〈머테리얼 고스트〉의 등장 인물. 전작에서의〈교사가 된다〉라는 꿈을 실현했고 전작에서의 사건을 연상시키는 발언을 흘리고 있어 세계관의 연결을 생각하게 한다. 헤키요 학원에는 어떠한 목적이 있어 재적하고 있는 모양이다.

### 그 외의 등장 인물
토도 리리시아 (藤堂 リリシア 도도 리리시아[*])
성우 : 노토 마미코
신문부 부장. 미소녀이지만 성격에 문제가 있었기 때문에 학생회 선거에는 낙선했다. 켄도 그녀에게는 어필하지 않는다. 교내에서 일어난 사건을 그 다음날에 기사화하여 게시하는 만큼 신문 제작에 열중이지만 〈켄이 과거에 양다리를 걸치고 있었다〉등의 주제를 기사화할 정도로 지나친 경우도 있다. 크림과는 견원지간이며 말투는 아가씨 어조이다.
토도 에리스 (藤堂 エリス 도도 에리스[*])
성우 : 시미즈 아이
리리시아의 어린 여동생. 용모는 언니를 그대로 작게 하면 그렇게 보일 만큼 비슷하지만 성격은 상냥하여 도저히 리리시아의 여동생이라고는 생각되지 않는다. 그러나 한편으로 언니의 교육으로 인해 뜬소문을 좋아하여 켄이 장래를 걱정할 만큼 좋아하는 분야가 이상하다. 또 나이에 비해 총명하다. 켄을 〈오빠 (にーさま 니사마[*])〉라고 부르며 그리워한다.
나카메구로 요시키 (中目黒 善樹)
성우: 야마모토 카즈토미
번외편 〈2학년 B반의 일존〉의 주인공. 헤키요 학원 2학년 B반에 온 전학생. 전 학교에서 괴롭힘으로 인해 도망쳐 온 것을 걱정하고 있었지만 켄이 그것은 도망은 아니고 강함이라고 말하여 회복한다. 중성적인 미소년으로 기이하게도 마후유가 지은 보이즈 러브 소설에 등장하는 켄의 연애 상대(남자)와 같은 성씨인 것으로 인해 켄은 요시키가 호감을 갖는 것을 경계하고 있다. 한편 요시키는 이상한 부류의 우주 남매와 얽히는 일이 많은 탓으로 인해 착실하고 좋은 사람인 켄에 대한 의존도와 호감도는 높아져 간다.
우주 메구루 (宇宙 巡)
성우: 신타니 료코
켄과 미나츠의 동급생으로 〈호시노 메구루 (星野 巡)〉라는 예명으로 활약중인 아이돌이다. 노래 연기 모두 꽝이지만 미소녀라서 나름 먹힌다고 한다. 성격이 나빠서 학생회 선거에서 1표도 받지 못한 것을 초조해하여 자신의 귀여움을 인정하기 위해 연예계 데뷔. 그 후 마구 내숭을 떨어 현재 위치까지 올랐다. 켄과는 1학년 때부터 반 친구로 원래 그와는 서로 으르렁거리는 사이였지만 지난 겨울에 일시 행방을 감추었을 때 켄이 3일 동안 철야로 자신을 찾고 있던 것을 알게 되어 현재는 켄에게 꽤 반한 상태이다. 그러나 아직도 싸움 친구와 같은 관계이다.〈켄은 M이니까 철저하게 괴롭히면 나에게 반한다〉 라는 착각을 하고 있어서 켄에게 불합리한 폭력을 행한 적도 있다.
우주 마모루 (宇宙 守)
메구루의 남동생으로 켄과 미나츠의 동급생(누나가 4월생이고 그는 3월생이기 때문에 쌍둥이는 아니지만 같은 학년)이다. 복수의 능력을 가지는 초능력자이지만 그 능력은 매우 미묘하다. 미나츠를 좋아해서 일이 있을 때마다 어필하고 있지만 미나츠(와 켄)에게는 전혀 전해지지 않는다. 미나츠에 대한 마음 때문에 켄을 라이벌로 여기지만 누나가 실종했을 때의 사건이 있어 켄과 친구인 것에 불만은 없다.
스기사키 링고 (杉崎 林檎 스기사키 린고[*])
켄과 피가 이어지지 않은 켄의 여동생이며 켄이 말하는 양다리의 상대였던 인물의 한 사람. 한 살 어린 동생으로 켄이 초등학교 4학년 때에 여동생이 되었다. 켄에게 품는 감정은 오빠를 대하는 것을 넘어서 버렸다.
마츠바라 아스카 (松原 飛鳥 마쓰바라 아스카[*])
켄의 소꿉친구로 켄이 말하는 양다리의 상대였던 인물의 한 사람. 스기자키 가의 근처에 살고 있어 켄과는 동갑의 소꿉친구이다. 링고에게 잘못한 지식을 말해줘서 켄을 곤란하게 한 적도 있다. 그러나 사이는 좋아서 그녀가 스기자키 집에 남매의 식사를 만들러 오는 경우가 있었다. 이로 인해 당시 스기사키 남매가 요리를 할 수 없었다.
미야시로 카나데 (宮代 奏 미야시로 가나데[*])
성우 : 토마츠 하루카
치즈루의 중학교때 동급생이다. 어렸을 때 부모님으로부터 받은 학대가 애정이라고 생각해서 치즈루에 대한 애정을 그녀에게 심한 괴롭힘으로 표현했다. 치즈루와 다른 고등학교에 진학한 후 연애를 하게 되고 그것을 진정한 애정이라고 알게 되었다.

## 소설
| 순번 | 제목                                             | 언어     | 발행일           | ISBN                                                           |
| ---- | ------------------------------------------------ | -------- | ---------------- | -------------------------------------------------------------- |
| 1    | 학생회의 일존(一存) 헤키요 고교 학생회 의사록 1  | 일본어판 | 2008년 1월 25일  | ISBN 978-48-2913-252-4                                         |
| 1    | 학생회의 일존(一存) 헤키요 고교 학생회 의사록 1  | 한국어판 | 2009년 6월 10일  | ISBN 978-89-2630-310-8                                         |
| 2    | 학생회의 이심(二心) 헤키요 고교 학생회 의사록 2  | 일본어판 | 2008년 4월 25일  | ISBN 978-48-2913-278-4                                         |
| 2    | 학생회의 이심(二心) 헤키요 고교 학생회 의사록 2  | 한국어판 | 2009년 8월 10일  | ISBN 978-89-2630-418-1                                         |
| 3    | 학생회의 삼진(三振) 헤키요 고교 학생회 의사록 3  | 일본어판 | 2008년 7월 25일  | ISBN 978-48-2913-313-2                                         |
| 3    | 학생회의 삼진(三振) 헤키요 고교 학생회 의사록 3  | 한국어판 | 2009년 10월 10일 | ISBN 978-89-2631-008-3                                         |
| 4    | 학생회의 사산(四散) 헤키요 고교 학생회 의사록 4  | 일본어판 | 2009년 1월 25일  | ISBN 978-48-2913-366-8                                         |
| 4    | 학생회의 사산(四散) 헤키요 고교 학생회 의사록 4  | 한국어판 | 2009년 11월 10일 | ISBN 978-89-2631-053-3                                         |
| 5    | 학생회의 오채(五彩) 헤키요 고교 학생회 의사록 5  | 일본어판 | 2009년 4월 25일  | ISBN 978-48-2913-390-3                                         |
| 5    | 학생회의 오채(五彩) 헤키요 고교 학생회 의사록 5  | 한국어판 | 2010년 2월 10일  | ISBN 978-89-2631-145-5                                         |
| 6    | 학생회의 육화(六花) 헤키요 고교 학생회 의사록 6  | 일본어판 | 2009년 7월 25일  | ISBN 978-48-2913-417-7                                         |
| 6    | 학생회의 육화(六花) 헤키요 고교 학생회 의사록 6  | 한국어판 | 2010년 4월 10일  | ISBN 978-89-2631-228-5                                         |
| 7    | 학생회의 칠광(七光) 헤키요 고교 학생회 의사록 7  | 일본어판 | 2009년 12월 25일 | ISBN 978-48-2913-468-9                                         |
| 7    | 학생회의 칠광(七光) 헤키요 고교 학생회 의사록 7  | 한국어판 | 2010년 7월 10일  | ISBN 978-89-2631-331-2                                         |
| 8    | 학생회의 팔방(八方) 헤키요 고교 학생회 의사록 8  | 일본어판 | 2010년 6월 25일  | ISBN 978-48-2913-529-7                                         |
| 8    | 학생회의 팔방(八方) 헤키요 고교 학생회 의사록 8  | 한국어판 | 2010년 12월 10일 | ISBN 978-89-2632-087-7                                         |
| 9    | 학생회의 구중(九重) 헤키요 고교 학생회 의사록 9  | 일본어판 | 2010년 10월 25일 | ISBN 978-48-291-3572-3                                         |
| 9    | 학생회의 구중(九重) 헤키요 고교 학생회 의사록 9  | 한국어판 | 2011년 4월 10일  | ISBN 978-89-2311-263-3 {isbn}의 변수 오류: 유효하지 않은 ISBN. |
| 10   | 학생회의 십대(十代) 헤키요 고교 학생회 의사록 10 | 일본어판 | 2012년 1월 20일  | ISBN 978-48-291-3719-2                                         |
| 10   | 학생회의 십대(十代) 헤키요 고교 학생회 의사록 10 | 한국어판 | 2012년 5월 18일  | ISBN 978-89-2633-035-7                                         |

### 번외편
| 순번 | 제목                                            | 언어     | 발행일           | ISBN                   |
| ---- | ----------------------------------------------- | -------- | ---------------- | ---------------------- |
| 1    | 학생회의 일상(日常) 헤키요 고교 학생회 묵시록 1 | 일본어판 | 2008년 9월 25일  | ISBN 978-48-2913-328-6 |
| 1    | 학생회의 일상(日常) 헤키요 고교 학생회 묵시록 1 | 한국어판 | 2009년 12월 10일 | ISBN 978-89-2631-089-2 |
| 2    | 학생회의 월말(月末) 헤키요 고교 학생회 묵시록 2 | 일본어판 | 2009년 9월 25일  | ISBN 978-48-2913-440-5 |
| 2    | 학생회의 월말(月末) 헤키요 고교 학생회 묵시록 2 | 한국어판 | 2010년 6월 10일  | ISBN 978-89-2630-418-1 |
| 3    | 학생회의 화종(火種) 헤키요 고교 학생회 묵시록 3 | 일본어판 | 2010년 3월 25일  | ISBN 978-48-2913-498-6 |
| 3    | 학생회의 화종(火種) 헤키요 고교 학생회 묵시록 3 | 한국어판 | 2010년 11월 10일 | ISBN 978-89-2632-017-4 |
| 4    | 학생회의 수제(水際) 헤키요 고교 학생회 묵시록 4 | 일본어판 | 2011년 2월 19일  | ISBN 978-48-2913-611-9 |
| 4    | 학생회의 수제(水際) 헤키요 고교 학생회 묵시록 4 | 한국어판 | 2011년 6월 16일  | ISBN 978-89-2632-412-7 |
| 5    | 학생회의 목음(木陰) 헤키요 고교 학생회 묵시록 5 | 일본어판 | 2011년 6월 18일  | ISBN 978-48-2913-647-8 |
| 5    | 학생회의 목음(木陰) 헤키요 고교 학생회 묵시록 5 | 한국어판 | 2011년 12월 30일 | ISBN 978-89-2632-752-4 |
| 6    | 학생회의 금란(金蘭) 헤키요 고교 학생회 묵시록 6 | 일본어판 | 2011년 10월 20일 | ISBN 978-48-2913-689-8 |
| 6    | 학생회의 금란(金蘭) 헤키요 고교 학생회 묵시록 6 | 한국어판 | 2012년 3월 10일  | ISBN 978-89-2632-984-9 |
| 7    | 학생회의 토산(土産) 헤키요 고교 학생회 묵시록 7 | 일본어판 | 2012년 7월 20일  | ISBN 978-4-8291-3778-9 |
| 7    | 학생회의 토산(土産) 헤키요 고교 학생회 묵시록 7 | 한국어판 | 2012년 7월 20일  | ISBN 978-89-2633-131-6 |

### 부록편
- 2학년 B반의 일존 헤키요 학원 학생회 의사록 외전 (〈드래곤 매거진〉2008년 7월호, 2008년 5월 20일 발매)
- 학생회의 복주머니(福袋) 헤키요 학원 학생회 의사록 외전 (〈드래곤 매거진〉2009년 7월호, 2009년 5월 20일 발매)

### 문고 미수록작품
- 판촉하는 학생회 (작가의 블로그에 공개, 2007년 9월 28일)
- 갔다온 학생회 헤키요 학원 학생회 의사록외전 (게이머즈에서 〈학생회의 사산 헤키요 학원 학생회 회의록 4〉과〈드래곤 매거진〉2009년 3월호 둘다 구입시 증정 특전 소책자)
- 마테고(머테리얼 고스트)&학생회 합동회식 (작가의 블로그에 공개, 2009년 2월 3일)
- 헤키요 학원 학생회 의사록외전 회장의 성서(바이블) (〈드래곤 매거진〉2009년 5월호 부록, 2009년 3월 19일 발매)
- 그런 것 같은 학생회 헤키요 학원 학생회 의사록외전 (〈드래곤 매거진〉2009년 5월호 부록, 2009년 3월 19일 발매)
- 비밀의 학생회 (〈드래곤 매거진〉의 기획 〈사쿠라노 크림의 올나이트 전 시공〉의 채용자가 받을 수 있는 미니 소설)

## 만화

### 학생회의 일존
후지미 쇼보의 잡지 〈드래곤 에이지 퓨어〉Vol. 12부터 연재되고 있었지만 잡지가 Vol. 15를 마지막으로 휴간함에 따라 〈월간 드래곤 에이지〉로 옮겨서 2009년 3월호부터 연재를 재개했다. 작화는 Tomo가 맡았다. 거의 원작에 충실하지만 일부 어레인지했다. 이야기의 차례는 일부 원작과 다르다.
도서 정보
| 순번 | 언어     | 발행일          | ISBN                   |
| ---- | -------- | --------------- | ---------------------- |
| 1    | 일본어판 | 2009년 5월 9일  | ISBN 978-40-4712-604-6 |
| 1    | 한국어판 | 2010년 7월 30일 | ISBN 978-89-2631-310-7 |
| 2    | 일본어판 | 2009년 10월 9일 | ISBN 978-40-4712-631-2 |
| 2    | 한국어판 | 2010년 10월 7일 | ISBN 978-89-2631-425-8 |
| 3    | 일본어판 | 2010년 4월 9일  | ISBN 978-40-4712-661-9 |
| 3    | 한국어판 | 2011년 8월 10일 | ISBN 978-89-2632-487-5 |
| 4    | 일본어판 | 2010년 12월 9일 | ISBN 978-40-4712-698-5 |
| 4    | 한국어판 | 2012년 7월 20일 | ISBN 978-89-2632-810-1 |
| 5    | 일본어판 | 2011년 6월 20일 | ISBN 978-40-4712-729-6 |
| 5    | 한국어판 | (미발행)        |                        |
| 6    | 일본어판 | 2012년 1월 7일  | ISBN 978-40-4712-770-8 |
| 6    | 한국어판 | (미발행)        |                        |
| 7    | 일본어판 | 2012년 7월 20일 | ISBN 978-40-4712-811-8 |
| 7    | 한국어판 | (미발행)        |                        |
| 8    | 일본어판 | 2013년 1월 9일  | ISBN 978-40-4712-849-1 |
| 8    | 한국어판 | (미발행)        |                        |

### 학생회의 일존 냐☆
카도카와 쇼텐의 잡지〈콤프틱〉2009년 6월호부터 연재중이다. 작화는 미즈시마 소라히코이다.
도서 정보
| 순번 | 언어     | 발행일           | ISBN                   |
| ---- | -------- | ---------------- | ---------------------- |
| 1    | 일본어판 | 2010년 1월 26일  | ISBN 978-40-4715-372-1 |
| 1    | 한국어판 | 2011년 12월 30일 | ISBN 978-89-2632-754-8 |

### 학생회의 일존 푸치
카도카와 쇼텐의 잡지〈월간 콤프 에이스〉2009년 11월호부터 연재중의 4컷만화이다. 작화는 미기리렌탄이다.

## TV애니메이션
2009년 10월부터 2009년 12월까지 UHF 애니메이션의 형태로 방송하였다. BS닛폰과 인터넷으로도 방송하였다.

### 스태프
- 원작 : 아오이 세키나 · 이누가미 키라 (후지미 판타지아 문고)
- 감독 : 사토 타쿠야
- 시리즈 구성·각본 : 하나다 주키
- 캐릭터 디자인 : 호리이 쿠미
- 미술 감독 : 히가시 준이치, 나카무라 에리
- 세트 디자인 : 아오키 토모유키
- CGI 디렉터 : 사노 히데노리
- 색채 설계 : 마츠모토 신지
- 촬영 감독 : 카와구치 마사유키
- 음향 감독 : 이와나미 요시카즈
- 음악 : 카미무라 슈헤이
- 편집 : 마츠무라 마사히로
- 프로듀서 : 이마모토 타카시, 스즈키 토모코, 타케치 츠네오, 하라다 유카, 오카모토 아츠유키, 오오무라 케이이치
- 애니메이션 프로듀서 : 이이지마 코지
- 애니메이션 제작 : Studio DEEN
- 제작 : 헤키요 학원 학생회

### 주제가
여는 곡
〈Treasure〉
작사·작곡·편곡 : 하시모토 유카리
노래 : 헤키요 학원 학생회 (사쿠라노 크림(혼다 마리코), 아카바 치즈루(사이토 유카), 시나 미나츠(토가시 미스즈), 시나 마후유(호리나카 유키))
닫는 곡
| 화수 | 곡명                                                                             | 작사                   | 작곡            | 편곡             | 노래 |
| ---- | -------------------------------------------------------------------------------- | ---------------------- | --------------- | ---------------- | --- |
| 1    | 妄想☆ふぇてぃっしゅ! (망상☆페티쉬!)                                              | 료우카와 유쾌한 동료들 | 안자이 타카아키 | 안자이 타카아키  | 헤키요 학원 학생회 (사쿠라노 크림(혼다 마리코), 아카바 치즈루(사이토 유카), 시나 미나츠(토가시 미스즈), 시나 마후유(호리나카 유키)) |
| 2    | 上上下下左右左右BA (상상하하좌우좌우BA)                                          | RUCCA                  | 안자이 타카아키 | 쿠지라이요시유키 | 헤키요 학원 학생회 (사쿠라노 크림(혼다 마리코), 아카바 치즈루(사이토 유카), 시나 미나츠(토가시 미스즈), 시나 마후유(호리나카 유키)) |
| 3    | 妄想☆ふぇてぃっしゅ! 〜椎名姉妹ver.〜 (망상☆페티쉬! ~시나 자매 ver.~)            | 료우카와 유쾌한 동료들 | 안자이 타카아키 | 안자이 타카아키  | 헤키요 학원 학생회 부회장과 회계 (시나 미나츠(토가시 미스즈), 시나 마후유(호리나카 유키))                                           |
| 4    | 妄想☆ふぇてぃっしゅ! 〜2ばん〜 (망상☆페티쉬! ~두 번째~)                          | 료우카와 유쾌한 동료들 | 안자이 타카아키 | 안자이 타카아키  | 헤키요 학원 학생회 (사쿠라노 크림(혼다 마리코), 아카바 치즈루(사이토 유카), 시나 미나츠(토가시 미스즈), 시나 마후유(호리나카 유키)) |
| 5    | 上上下下左右左右BA 〜がんばれくりむver.〜 (상상하하좌우좌우BA ~힘내라 크림ver.~) | RUCCA                  | 안자이 타카아키 | 안자이 타카아키  | 헤키요 학원 학생회 회장과 서기 (사쿠라노 크림(혼다 마리코), 아카바 치즈루(사이토 유카))                                             |
| 6    | 上上下下左右左右BA 〜2ばん〜 (상상하하좌우좌우BA ~두 번째~)                      | RUCCA                  | 안자이 타카아키 | 쿠지라이요시유키 | 헤키요 학원 학생회 (사쿠라노 크림(혼다 마리코), 아카바 치즈루(사이토 유카), 시나 미나츠(토가시 미스즈), 시나 마후유(호리나카 유키)) |
| 7    | 妄想☆ふぇてぃっしゅ! 〜さすが!!知弦ver.〜 (망상☆페티쉬! ~역시!!치즈루ver.~)      | 료우카와 유쾌한 동료들 | 안자이 타카아키 | 아사이 야스오    | 헤키요 학원 학생회 (사쿠라노 크림(혼다 마리코), 아카바 치즈루(사이토 유카), 시나 미나츠(토가시 미스즈), 시나 마후유(호리나카 유키)) |
| 8    | 上上下下左右左右BA 〜椎名姉妹ver.〜 (상상하하좌우좌우BA ~시나 자매 ver.~)        | RUCCA                  | 안자이 타카아키 | 쿠지라이요시유키 | 헤키요 학원 학생회 부회장과 회계 (시나 미나츠(토가시 미스즈), 시나 마후유(호리나카 유키))                                           |
| 9    | ゆるぱ☆わンダフル (느긋☆원더풀)                                                  | chacha                 | 안자이 타카아키 | 아사이 야스오    | 헤키요 학원 학생회 (사쿠라노 크림(혼다 마리코), 아카바 치즈루(사이토 유카), 시나 미나츠(토가시 미스즈), 시나 마후유(호리나카 유키)) |
| 10   | ゆるぱ☆わンダフル 〜くりむ&知弦ver.〜 (느긋☆원더풀 ~크림&치즈루 ver.~)           | chacha                 | 안자이 타카아키 | 아사이 야스오    | 헤키요 학원 학생회 회장과 서기 (사쿠라노 크림(혼다 마리코), 아카바 치즈루(사이토 유카))                                             |
| 11   | ぜったいかいちょーせんげん? (절대 회장 선언?)                                    | 사쿠라노 크림          | 안자이 타카아키 | 안자이 타카아키  | 사쿠라노 크림 (혼다 마리코) |
| 12   | ゆるぱ☆わンダフル 〜2ばん〜 (느긋☆원더풀 ~두 번째~)                              | chacha                 | 안자이 타카아키 | 아사이 야스오    | 헤키요 학원 학생회 (사쿠라노 크림(혼다 마리코), 아카바 치즈루(사이토 유카), 시나 미나츠(토가시 미스즈), 시나 마후유(호리나카 유키)) |

### 방영 목록
| 화수 | 부제(한국어)         | 부제(일본어)     | 각본        | 콘티                          | 연출              | 작화감독 | 총작화 감독       |
| ---- | -------------------- | ---------------- | ----------- | ----------------------------- | ----------------- | --- | ----------------- |
| 1    | 잡담하는 학생회      | 駄弁る生徒会     | 하나다 주키 | 사토 타쿠야                   | 타카바야시 히사야 | 모리모토 히로후미 | -                 |
| 2    | 공부하는 학생회      | 勉強する生徒会   | 하나다 주키 | 카토 토시유키                 | 카토 토시유키     | 우쿠레레 젠지로 | 사노 케이이치     |
| 3    | 취재되는 학생회      | 取材される生徒会 | 하나다 주키 | 우에다 시게루                 | 우에다 시게루     | 핫토리 노리토모 타마리 카즈에(보좌) 호시노 마스미(보좌) 무토 켄(보좌)                                                               | 모리모토 히로후미 |
| 4    | 창작하는 학생회      | 創作する生徒会   | 하나다 주키 | 카나사키 타카오미             | 우치야마 마나     | 이시카와 요우이치 스즈키 아야코(보좌)                                                                                               | 사노 케이이치     |
| 5    | 휴식하는 학생회      | 休憩する生徒会   | 하나다 주키 | 야나기사와 테츠야             | 요시다 준지       | 사쿠라이 마사아키 카메타니 쿄코(보좌)                                                                                               | 모리모토 히로후미 |
| 6    | 손을 내미는 학생회   | 差し伸べる生徒会 | 하나다 주키 | 타카모토 노리히로             | 진보 마사토       | 쿠도 유카 타카하시 켄(보좌) | 사노 케이이치     |
| 7    | 걸음을 내딛는 학생회 | 踏み出す生徒会   | 하나다 주키 | 후쿠다 미치오                 | 츠쿠시 다이스케   | 모리모토 히로후미 카메타니 쿄코(보좌) 니지마 토시후미(보좌)                                                                         | -                 |
| 8    | 질투하는 학생회      | 嫉妬する生徒会   | 하나다 주키 | 와타나베 테츠야               | 와타나베 테츠야   | 호시노 타카히로 우쿠레레 젠지로 타카하시 켄(보좌)                                                                                   | 사노 케이이치     |
| 9    | 나의 학생회          | 私の生徒会       | 하나다 주키 | 카나사키 타카오미             | 타카바야시 히사야 | 이시카와 요우이치 야마모토 사와코 리즈카 마사노리(보좌) 카메타니 쿄코(보좌)                                                         | 모리모토 히로후미 |
| 10   | 정리하는 학생회      | 片付ける生徒会   | 하나다 주키 | 코지마 마사시                 | 우에다 시게루     | 에비스 요우키 핫토리 노리토모 리즈카 마사노리(보좌) 스즈키 아야코(보좌) 타카하시 켄(보좌)                                           | 사노 케이이치     |
| 11   | 부족한 학생회        | 欠ける生徒会     | 하나다 주키 | 카토 토시유키                 | 카토 토시유키     | 사쿠라이 마사아키 호시노 타카히로 모리모토 히로후미 타카하시 켄(보좌) 스즈키 아야코(보좌) 호시노 마스미(보좌) 우쿠레레 젠지로(보좌) | 모리모토 히로후미 |
| 12   | 학생회의 일존        | 生徒会の一存     | 하나다 주키 | 카나사키 타카오미 사토 타쿠야 | 진보 마사토       | 이시카와 요우이치 사노 케이이치 리즈카 마사노리(보좌) 쿠도 유카(보좌)                                                               | 사노 케이이치     |

## 인터넷 라디오
〈헤키요 학원☆교내 방송〉(碧陽学園☆校内放送)이 2009년 10월 9일부터 텔레비전 애니메이션 공식 사이트 및 카도카와 애니메이션 채널에서 방송중이다. 매주 금요일 15시 갱신된다.
진행자
- 혼다 마리코 (사쿠라노 크림 역)
- 토가시 미스즈 (시나 미나츠 역)
- 호리나카 유키 (시나 마후유 역)